# Penelope ochrogaster
Il guan panciacastana (Penelope ochrogaster Pelzeln, 1870) è un uccello galliforme della famiglia dei Cracidi endemico del Brasile.

## Distribuzione e habitat
Il guan panciacastana vive esclusivamente nel Brasile centrale, dove occupa la grande savana tropicale del Cerrado e il Pantanal settentrionale. In particolare, nel Pantanal, si ritrova negli stati di Mato Grosso e Mato Grosso do Sul, lungo la valle del fiume Araguaia, da Goiás e Mato Grosso a nord attraverso Tocantins; oltre che in diverse località del Minas Gerais occidentale.